# VINCI
VINCI SA is een Frans bouwbedrijf. Het werd in 1899 opgericht door de ingenieurs Alexandre Giros en Louis Loucheur als de Société Générale d'Entreprises (SGE). In 2000 werd de naam gewijzigd in VINCI. Door de overname van GTM in datzelfde jaar, is VINCI nu het grootste bouwbedrijf ter wereld.

## Activiteiten
In 2022 behaalde VINCI een omzet van 72 miljard euro, waarvan 42% in Frankrijk en 37% in de rest van Europa. Bij het bedrijf werken ruim 285.000 mensen. VINCI is genoteerd aan de Euronext en is opgenomen in de CAC 40-index en de Euronext 100.
VINCI is een internationaal actief bouwbedrijf. De activiteiten betreffen algemene bouwactiviteiten, maar met een specialisatie voor infrastructurele werken en energie. Het onderdeel Concessions beheert in opdracht van overheden o.a. autosnelwegen en parkeerterreinen.
De activiteiten van VINCI zijn verdeeld in drie groepen:

#### VINCI Construction
Dit onderdeel is een werkwijde aannemer. Het is actief in de bouw van vastgoed en infrastructuur en is gespecialiseerd in werken voor de energie-, milieu- en mijnbouwsector. Dit is veruit het grootste bedrijfsonderdeel en hier wordt bijna de helft van de totale omzet gerealiseerd.

#### VINCI Energies
VINCI Energies richt zich op netwerken en integratie, optimalisatie van prestaties, energie-efficiency, data en de digitale transformatie en energietransitie. Dit onderdeel bestaat weer uit twee bedrijfsonderdelen Vinci Energies en Cobra IS. Het omzetaandeel van deze groep is zo'n 38%.

#### VINCI Concessions
Bedrijven van VINCI Concessions beheren in opdracht van overheden infrastructurele werken waaronder auto(tol)wegen, luchthavens en parkeerterreinen. VINCI Concessions bestaat uit vier bedrijfsonderdelen:
- VINCI Autoroutes heeft alle aandelen in handen van twee grote Franse tolmaatschappijen ASF en Cofiroute en de kleinere Escota.
- VINCI Airports exploiteerde in 2024 zo'n 72 luchthavens in 14 landen, waar ruim 300 miljoen passagiers gebruik van maakten.
- Dan is er nog VINCI Highways en
- een onderdeel waar alle andere concessies, zoals sportstadions, in zijn ondergebracht.

Dit is de kleinste groep gemeten naar de omzet, omzetaandeel zo'n 16%, maar door het kapitaalintensieve karakter van de activiteiten is de bijdrage aan het nettoresultaat van de groep ruim de helft.

## Geschiedenis
In 1899 beginnen Alexandre Giros en Louis Loucheur het bedrijf Société Générale d’Entreprises (SGE). Een jaar later werd Grands Travaux de Marseille (GTM) opgericht om een rioolstelsel aan te leggen in Marseille. Beide bedrijven legden zich toe op de bouw, maar ook het onderhoud en beheer van grote publieke werken. Met de opkomst van de auto werden de activiteiten uitgebreid met wegen, bruggen en tunnels. Enkele bekende projecten zijn de Prado Carénage tunnel in Marseille, onderdeel van de A50, de tweede brug over de Taag bij Lissabon, de Havanatunnel in Cuba en de Confederation Bridge in Canada. In 2000 werd de fusie van SGE en GTM een feit.
In 2001 werd VINCI Park opgericht, een bedrijf wat zich bezighoudt met de bouw en exploitatie van parkeergarages. VINCI had al langere tijd de Cofiroute concessie in handen voor het beheer van tolwegen en in 2006 nam het de activiteiten over van ASF en Escota. In 2011 werd het actief met treindiensten in Frankrijk
In 2013 werd ANA overgenomen, de Portugese beheerder van 10 vliegvelden in het land. Na deze acquisitie had VINCI een portefeuille van 23 vliegvelden in Portugal, Frankrijk en Cambodja waar jaarlijks tientallen miljoenen passagiers landen en vertrekken.
In 2014 werd de ICT-divisie van het Nederlandse Imtech gekocht voor 255 miljoen euro. Zo'n 2400 werknemers gingen mee naar VINCI evenals een jaaromzet van ruim 740 miljoen euro.
In mei 2019 kocht VINCI een aandelenbelang van 50,01% in de beheerder van de luchthaven London Gatwick. De verkopende partij is Global Infrastructure Partners (GIP) die voor dit pakket US$ 3,7 miljard heeft ontvangen. GIP behoudt een belang van 49,99% en blijft de beheerder van de luchthaven. VINCI had voor deze koop 46 luchthavens onder beheer in 12 landen waar jaarlijks 240 miljoen passagiers gebruik van maakten. In 2021 verkreeg VINCI een 30 jarige concessie voor het beheer van zeven vliegvelden in het noorden van Brazilië, waaronder de luchthaven van Manaus.
Op 31 december 2021 werd de overname afgerond van de energie-activiteiten, Cobra Instalaciones y Servicios of Cobra IS, van het Spaanse bedrijf ACS. VINCI betaalde 4,9 miljard euro in deze transactie.
In 2022 werd VINCI Airport minderheidsaandeelhouder in Grupo Aeroportuario del Centro Norte (OMA). Voor een belang van 29,99% betaalde VINCI 1,1 miljard euro en is hiermee tegelijk de grootste aandeelhouder geworden. OMA is betrokken bij 13 internationale luchthavens in Mexico.